# Черепанов Олександр Петрович
Олекса́ндр Петро́вич Черепа́нов (рос. Александр Петрович Черепанов; нар. 19 січня 1932, Свердловськ) — радянський хокеїст, лівий нападник.

## Клубна кар'єра
Виступав за свердловське «Динамо» (1949–1951) та столичний ЦСКА (1951–1960). У складі армійського клуба п'ять разів здобував перемоги у чемпіонатах СРСР (1955, 1956, 1958–1960). Другий призер 1952–1954, 1957. Всього у чемпіонатах СРСР провів 208 матчів та забив 129 голів. Володар кубка СРСР 1954–1956.

## Виступи у збірній
У складі національної збірної виступав протягом п'яти років. Другий призер чемпіонату світу 1957, 1958. На чемпіонатах Європи — одна золота (1958) та одна срібна нагорода (1957). На чемпіонатах світу провів 14 матчів (9 закинутих шайб), а всього у складі збірної СРСР — 36 ігор (25 голів).

## Досягнення
| Нагороди         | Команда       | Кіл. | Роки                         |
| ---------------- | ------------- | ---- | ---------------------------- |
| Чемпіонат світу  |               |      |                              |
| Срібло           | СРСР          | 2    | 1957, 1958                   |
| Чемпіонат Європи |               |      |                              |
| Золото           | СРСР          | 1    | 1958                         |
| Срібло           | СРСР          | 1    | 1957                         |
| Чемпіонат СРСР   |               |      |                              |
| Золото           | ЦСКА (Москва) | 5    | 1955, 1956, 1958, 1959, 1960 |
| Срібло           | ЦСКА (Москва) | 4    | 1952, 1953, 1954, 1957       |
| Кубок СРСР       |               |      |                              |
| Володар          | ЦСКА (Москва) | 3    | 1954, 1955, 1956             |